# 艾利克斯·德·拉·伊格萊希亞
艾利克斯·德拉伊格萊希亞（西班牙語：Álex de la Iglesia；1965年12月4日—）是西班牙電影工作者與漫畫家，他的電影融合西洋穴怪圖像與非常黑暗的元素，像是死亡與謀殺。

## 生平
艾利克斯·德拉伊格萊希亞從十歲就開始畫漫畫，也以美術專長進入影視圈，在執導第一部短片後就被佩德羅·阿莫多瓦相中，並擔任他的第一部長片《畸形特攻》的製作人。1995年，他以《瘋狂救世主》獲得哥雅獎最佳導演獎；2010年，他以《哭泣的小丑》獲得最佳導演銀獅獎，並獲得哥雅獎15項提名。

## 電影作品
- 1993:畸形特攻 (Acción mutante)
- 1995:瘋狂救世主 (El día de la Bestia)
- 1997:閃靈雙煞 (Perdita Durango)
- 1999:大笑而亡 (Muertos de risa)
- 2000:謀財管委會 (La comunidad)
- 2002:八百子彈 (800 balas)
- 2004:完美罪行 (Crimen ferpecto)
- 2006:La habitación del niño
- 2008:牛津謀殺案 (The Oxford Murders)
- 2010:哭泣的小丑（西班牙语：Balada triste de trompeta） (Balada Triste de Trompeta)
- 2011:幸不幸由你 (La chispa de la vida)
- 2013:Las Brujas de Zugarramurdi
- 2014:球神梅西 (Messi)
- 2015:Mi gran noche
- 2017:The Bar/El bar 抓狂酒吧

## 外部連結
- 艾利克斯·德·拉·伊格萊希亞在互联网电影资料库（IMDb）上的資料（英文）